# Forogj, világ!
Forogj, világ! – singiel węgierskiego zespołu muzycznego NOX napisany przez Szabolcsa Harmath i Attiliego Vallę oraz promujący czwartą płytę studyjną grupy zatytułowaną Ragyogás z 2005 roku.
Na początku marca utwór został ogłoszony jedną z dwunastu propozycji (wybranych spośród 37 zgłoszeń), które zostały zakwalifikowane do finału krajowych eliminacji eurowizyjnych Eurovíziós Dalfesztivál organizowanego 13 marca. Numer był głównym faworytem do zwycięstwa w finale i ostatecznie zdobył 49 punktów w głosowaniu jurorów, dzięki czemu zajął pierwsze miejsce i został wybrany na propozycję reprezentującą Węgry w 50. Konkursie Piosenki Eurowizji organizowanym w Kijowie. Numer był pierwszą węgierską propozycją zgłoszoną przez krajowego nadawcę po siedmioletniej przerwie stacji w udziale w konkursie.
19 maja utwór został zaprezentowany przez zespół w półfinale widowiska i z piątego miejsca awansował do finału, w którym został przedstawiony jako pierwszy w kolejności i zajął ostatecznie dwunaste miejsce ze 97 punktami na koncie.
Oprócz węgierskojęzycznej wersji singla, zespół nagrał piosenkę także w języku angielskim – „Spin, world!”.

## Lista utworów
CD single
1. „Forogj, világ!” (Rádió Edit)
2. „Forogj, világ!” (Album Verzió)
3. „Forogj, világ!” (Superboy Remix)

## Personel
Poniższy spis sporządzono na podstawie materiału źródłowego.
- Péter Szabó Szilvia – wokal
- Ambrus Rita, Nagy Tamás – wokal wspierający
- Sipeki Zoltán – gitara
- Kuczera Barbara – skrzypce
- Gulyás Ferenc – instrumenty folkowe
- Harmath Szabolcs – kompozytor, inżynier dźwięku, aranżacja, instrumenty klawiszowe, programowanie, wokal wspierający
- Rácz László – producent
- Valla Attila – autor tekstu
- Péter Nagy – projekt okładki